# Movimento para a Justiça e a Paz
Movimento para a Justiça e a Paz (em francês:  Mouvement pour la justice et la paix, MJP) é um dos dois grupos rebeldes do oeste da Costa do Marfim, que participaram da Primeira Guerra Civil da Costa do Marfim contra o exército regular do presidente Laurent Gbagbo. Estima-se que o grupo possuísse 250 homens armados, comandados por Gaspard Déli.
Depois de tomar a cidade de Man em novembro de 2002, o Movimento para a Justiça e a Paz assinou um acordo de cessar-fogo em 8 de janeiro de 2003 e também participou da assinatura dos Acordos de Linas-Marcoussis em 24 de janeiro daquele ano. Desde 2004, o Movimento para a Justiça e a Paz tem sido um partido político, atuando como parceiro menor do Movimento Patriótico da Costa do Marfim (MPCI) na coalizão Forces Nouvelles de Côte d'Ivoire liderada por Guillaume Soro. 